# HATS-22
HATS-22, TOI-751 — одиночная звезда в созвездии Гидры на расстоянии около 758 световых лет (около 232 парсек) от Солнца. Видимая звёздная величина звезды — +13,455m. Возраст звезды определён как около 4,6 млрд лет.
Вокруг звезды обращается, как минимум, одна планета.

## Характеристики
HATS-22 — оранжевый карлик спектрального класса K. Масса — около 0,759 солнечной, радиус — около 0,63 солнечного, светимость — около 0,242 солнечной. Эффективная температура — около 4652 K.

## Планетная система
В 2016 году командой астрономов, работающих в рамках обзора HATSouth, было объявлено об открытии планеты HATS-22 b.